# Gryllus alexanderi
Gryllus alexanderi är en insektsart som beskrevs av Otte, D. och Cowper 2007. Gryllus alexanderi ingår i släktet Gryllus och familjen syrsor. Inga underarter finns listade i Catalogue of Life.